# Galleria Monte Adone
La galleria Monte Adone è una galleria ferroviaria posta sulla direttissima Bologna-Firenze fra la stazione di Pianoro e quella di Monzuno-Vado. Prende il nome dal Monte Adone, una cima dell'Appennino bolognese.

## Storia
La galleria venne progettata come parte della nuova direttissima Bologna-Firenze, aperta al traffico nel 1934.

## Caratteristiche
Si tratta di una galleria a canna unica, con sezione dimensionata per il doppio binario. L'opera ha una lunghezza di 7378 m, ed è compresa fra le progressive chilometriche 79+764 (portale nord) e 72+386 (portale sud).